# Hirvijärvi (sjö i Finland, lat 61,80, long 26,40)
Hirvijärvi är en sjö i Finland. Den ligger i kommunen Hirvensalmi i landskapet Södra Savolax, i den södra delen av landet, 200 km norr om huvudstaden Helsingfors. Hirvijärvi ligger 102 meter över havet. Arean är 5,2 kvadratkilometer och strandlinjen är 26,9 kilometer lång. Sjön  ingår i Kymmene älvs huvudavrinningsområde.   I omgivningarna runt Hirvijärvi växer i huvudsak blandskog.
I övrigt finns följande i Hirvijärvi:
- Vuohisaari (en ö)
- Katossaari (en ö)
- Säkkisaari (en ö)
- Kinkunsaari (en ö)